# Belphagor eller om dårskapen att taga sig hustru
Belphagor eller om dårskapen att taga sig hustru (italienska: Belfagor arcidiavolo, "Belfagor ärkedjävul") är en kortroman av den italienske författaren Niccolò Machiavelli. Den handlar om en demon som utreder om det är sant att kvinnor ligger bakom alla männens problem. Berättelsen är modellerad efter en österländsk folksaga. Machiavelli skrev texten någon gång mellan 1518 och 1527 och den gavs ut första gången 1545. Den fick därefter spridning när författarens samlade verk gavs ut 1549. En svensk översättning gavs ut 1956.

## Handling
Pluto kallar till krismöte med Helvetets furstar eftersom så många män som hamnar i Helvetet skyller sina olyckor på sina hustrur. Situationen riskerar att ge Helvetet dåligt rykte och göra att det blir förknippat med kvinnofientlighet. Den fallne ärkeängeln Belphagor lottas till att undersöka om det männen säger är sant. Hans uppdrag är att resa upp till Jorden, gifta sig med en mänsklig kvinna och leva med henne i tio år. På Jorden kommer han att vara mottaglig för samma lidelser och plågor som vanliga människor.
Belphagor förklär sig till en rik och vacker yngling vid namn Roderigo av Kastilien och bosätter sig i Florens. Han gifter sig med adelskvinnan Onesta och gör allt han kan för att tillfredsställa henne. Onesta har dock ett högmod som är värre än Lucifers och utnyttjar sin makes frikostighet. Roderigo är snart skuldsatt och tvingas fly från staden.
För att kunna betala skulderna slår sig Roderigo/Belphagor ihop med bonden Giovanni Matteo som bor i närheten av Peretola. De två sjösätter en affärsidé som går ut på att demonen låter besitta unga kvinnor varefter Giovanni Matteo agerar exorcist mot bra betalning. Detta lyckas och den nu förmögne Giovanni Matteo drar sig tillbaka i Florens.
Inom kort skickas dock Giovanni Matteo till Paris för att rädda kung Ludvig VII:s dotter som har blivit besatt av Djävulen. Bonden förstår att det är Belphagor som har lurat honom och att han kommer bli avrättad när han misslyckas med att rädda kungadottern. Giovanni Matteo låter ordna så att kungens dotter placeras framför Notre Dame och omges av människor med högljudda musikinstrument. Musikerna får i order att börja spela och avancera mot flickan när Giovanni Matteo lyfter på sin hatt. Giovanni Matteo ber Belphagor att lämna flickans kropp och när demonen vägrar lyfter han på hatten. Belphagor frågar vad det är som låter och Giovanni Matteo svarar att det är hans hustru som har kommit för att hämta tillbaka honom. Vid omnämnandet av Onesta flyr demonen omedelbart tillbaka till Helvetet. Han konstaterar att Helvetet är att föredra framför äktenskapet och bekräftar all den olycka som kvinnor för med sig.

## Bearbetningar
Berättelsen är förlaga till komedin Belfagor från 1920 av dramatikern Ercole Luigi Morselli. Morsellis pjäs är i sin tur förlaga till Ottorino Respighis opera Belfagor från 1923.